# Pierwszy wyścig
Pierwszy wyścig (cz. Dědeček automobil) – czechosłowacki czarno-biały film komediowy z 1957 w reżyserii Alfréda Radoka, filmowa adaptacja książki Adolfa Branalda „Dědeček automobil”.

## Obsada
- Raymond Bussières jako mechanik Marcel Frontenac
- Ginette Pigeon jako Nanette, córka Frontenaca
- Luděk Munzar jako František Projsa, mechanik firmy Laurin & Klement
- Radovan Lukavský jako Václav Klement, współwłaściciel firmy Laurin & Klement
- Jiří Sehnal jako Václav Laurin, współwłaściciel firmy Laurin & Klement
- Josef Hlinomaz jako hrabia Alexander Joseph Kolowrat-Krakowský, zawodnik
- Annette Poivre jako właścicielka hotelu
- Miloš Kopecký jako markiz Jules-Albert de Dion, zawodnik, współwłaściciel firmy De Dion-Bouton
- Antonín Jedlička jako mechanik Georges Bouton, współwłaściciel firmy De Dion-Bouton
- Svatopluk Beneš jako zawodnik Jean-Pierre Demeester
- Jiří Lír jako mechanik Pierre Charron
- Oldřich Fantišek Korte jako mechanik Mackie Duff
- Vladimír Menšík jako włoski mechanik
- Antonín Šůra jako zawodnik Václav Vondřich
- Miroslav Zounar jako zawodnik Toman
- Josef Červinka jako francuski dziennikarz i organizator
- Miroslav Svoboda jako burmistrz miasta Gaillon
- Jiřina Bohdalová jako panna młoda
- Václav Wasserman jako lotnik Louis Goddard
- Olga Světelská jako stewardesa
- Adolf Branald jako kamerzysta
- Miloš Forman jako mechanik lotniczy / asystent kamerzysty
- Milan Mach jako mechanik / kolejarz